# آنتون کوپولا
آنتون کوپولا (به انگلیسی: Anton Coppola) (زاده ۲۱ مارس ۱۹۱۷ – درگذشته ۹ مارس ۲۰۲۰) یک آهنگساز و رهبر اپرا اهل ایالات متحده آمریکا بود.
او برادر کارمینه کوپولا و عموی تالیا شایر، فرانسیس فورد کوپولا و آگوست کوپولا بود.